# Saint-Ouen-sur-Seine
Saint-Ouen-sur-Seine település Franciaországban, Seine-Saint-Denis megyében. Lakosainak száma 53 041 fő (2022. január 1.). Saint-Ouen-sur-Seine Párizs, Asnières-sur-Seine, Clichy, L’Île-Saint-Denis és Saint-Denis községekkel határos. Itt található az Akiem mozdonylízingcég központi irodája.

## Népesség
A település népessége az elmúlt években az alábbi módon változott:
| Lakosok száma | 845  | 2262 | 17 718 | 35 436 | 52 467 | 51 956 | 42 343 | 47 534 | 50 670 | 53 041 |
|               | 1793 | 1856 | 1881   | 1901   | 1926   | 1962   | 1990   | 2013   | 2018   | 2022   |